# Веллс Ґрей
Артур Веллеслі Ґрей (1876 — 7 травня 1944) — міністр Кабінету міністрів Британської Колумбії, також мер. Особливо відомий своїми зусиллями щодо створенням деяких з перших провінційних парків Британської Колумбії, а провінційний парк Веллс Ґрей названий його ім'ям. Його колеги зазвичай називали його скороченим ім'ям «Веллс».
Грей народився в Нью-Вестмінстері, Британська Колумбія, в 1876 році і вважався найбільш заслуженою особою міста, оскільки до нього мало уродженців Британської Колумбії займали пост мера міста. В юності він досяг успіхів у лакросі та був членом клубу New Westminster Salmonbelly, який виграв чемпіонат світу з лакросу в 1900 році. У 30 років Грей був обраний старостою штату Нью -Вестмінстер, а у 36 років став мером і займав цю посаду від 1913 до 1919 р. і знов від 1927 до 1930 р. У 1927 році він також був обраний до законодавчої асамблеї Британської Колумбії у Вікторії і був переобраний на наступних чотирьох провінційних виборах зі значною більшістю голосів, що відображало високу повагу, якою він користувався серед мешканців Нью-Вестмінстера. У 1933 році прем'єр-міністр Дафф Паттулло призначив Ґрея міністром земель, а в 1941 році за коаліційного уряду йому були надані додаткові обов'язки міністра муніципальних справ.
У 1938 році за сприяння головного лісничого Британської Колумбії Ернеста Каллавея Меннінґа Ґрей став узаконювати провінційні парки. Парк Твідсмуїр був першим, розташованим у горах на узбережжі, і він залишався найбільшим парком провінції до 1993 року. Пізніше того ж року був започаткований парк Гамбер у Скелястих горах. У 1939 році був запропонований великий парк для водозбірного басейну річки Клірвотер, і після прийняття розпорядження Ради ро його створення парк був названий Веллс Ґрей на честь міністра. Наступний парк планувався для Каскадного хребта на півдні Британської Колумбії і був присвячений Ернесту Меннінґу після того, як Меннінґ загинув в авіакатастрофі в 1941 році. Туристи та мандрівники 21 століття багато в чому зобов'язані баченням Ґрея та Меннінґа.
Ґрей улітку 1940 року здійснив екскурсію по регіону Британської Колумбії та чотири дні провів у парку Веллс Ґрей. Він поїхав потягом до Клірвотера, потім його відвезли до кінця дороги на кордоні парку, де він зупинився на ранчо Гелсет. Він подорожував кінно, щоб побачити водоспад Гелмкен, протягом мандрівки двічі ночував у наметі коло річки Клірвотер, а потім проплив човном уздовж озера, заночувавши в туристичному притулку.
Ґрей раптово помер у Вікторії від серцевого захворювання 7 травня 1944 року. Генеральний прокурор Р. Л. Мейтленд прокоментував: «Ніхто ніколи не був більше відданий своєму власному місту, ніж мер Нью-Вестмінстера, і куди б ви не подивились у Королівському місті, ви побачите пам'ятник тому, чого він там досяг. Тиха мила людина, і тисячі його знайомих щиро сумуватимуть за ним».